# Tom (film)
Pour les articles homonymes, voir Tom.
Pour plus de détails, voir Fiche technique et Distribution.
Tom est un film dramatique français réalisé par Fabienne Berthaud et sorti en 2022.

## Fiche technique
- Titre original : Tom
- Réalisation : Fabienne Berthaud
- Scénario : Fabienne Berthaud et Barbara Constantine
- Musique : Timothée Régnier
- Décors : Marion Burger
- Costumes : Mimi Lempicka
- Photographie : Nathalie Durand
- Montage : Yorgos Lamprinos
- Producteur : Maya Hariri, Joffrey Hutin et Bruno Levy
  - Coproducteur : Geneviève Lemal
- Sociétés de production : Move Movie, Rhamsa Productions et Pictanovo
- Société de distribution : France Télévisions et Haut et Court
- Pays :  France
- Langue originale : français
- Format : couleur — 2,35:1
- Genre : Drame
- Durée : 87 minutes
- Dates de sortie :
  - France : 11 mai 2022

## Distribution
- Tanguy Mercier : Tom
- Nadia Tereszkiewicz : Joss
- Félix Maritaud : Samy
- Claudine Acs : Madeleine
- Florence Thomassin : Lola
- Stanley Weber : le pharmacien
- Blaise Ludik : Bernard
- Mathieu Morel : Franck